# Андрієвський Віктор Никанорович
Ві́ктор Никано́рович Андріє́вський (11 листопада 1885, Полтава — 15 вересня 1967, Дорнштадт, ФРН) — український громадський діяч, публіцист та педагог.

## Біографія
Закінчивши природничий факультет Київського університету (1907) з 1909-го викладав хімію і товарознавство в Полтавському комерційному училищі.
Співпрацював з часописами «Рідний край», «Сніп», «Літературно-науковий вістник».
Від 1912 р. член «Громади». В 1913—1916 рр. — гласний Полтавського губернського земства. У 1917 р. обраний гласним Полтавської міської думи, а також членом правління губернського учительського союзу.
Співзасновник УДХП (1917), в 1917—1918 — Полтавський губернський комісар народної освіти. Брав участь у реорганізації нижчої школи започаткувавши курси українознавства.
З приходом у 1919-му році до влади більшовиків змушено залишив Полтаву та виїхав до Галичини, де керував проддепартаментом Державного секретаріату ЗУНР.
У лютому 1919 р. переїхав до Станиславова, де працював на посаді урядовця для особливих доручень та очолював відділ по ввозу продовольства Управління головноуповноваженого за харчування Галичини й Буковини. Разом з М. Чудіновим (Богуном) поборював у ЗОУНР ліворадикальну агітацію УПСР. Учасник Надзвичайного з’їзду УНДП, обраний до керівних органів партії (Станиславів, 28–29.03.1919). Увійшов до складу Республіканської хорової капели під керівництвом О. Кошиця і гастролював у ЗУНР (Станиславів, Стрий), Чехословаччині та Австрії.
З 1920 р. на еміграції в ЧСР — працював у культурно-просвітницьких організаціях в таборах для інтернованих у містах Ліберець та Яблонець-над-Нисою. Від 1922 — директор гімназії та референт з культури української громади в Каліші. В червні 1941 був обраний другим заступником голови Українського Національного Комітету у Кракові.
У повоєнні роки мешкав у Німеччині де займався публіцистикою.

## Вшанування пам'яті
20 травня 2015 року у місті Полтава вулицю Петровського перейменували на вулицю Віктора Андрієвського.
У селищі Нові Санжари вулицю Пролетарську перейменували на вулицю Віктора Андрієвського.

## Творчість
- «З минулого: Від Гетьмана до Директорії; 1917-й рік на Полтавщині [Архівовано 4 квітня 2016 у Wayback Machine.]» (Берлін, 1921 р.; 2-е вид.: Нью-Йорк, 1963 р.). Мемуари у 2-х томах.
- «До характеристики українських правих партій» (Берлін, 1921),
- «Три громади: Спогади з 1885—1917 рр.» (Львів, 1938),
- «Микола Лисенко» (1942),
- «Дві віри» (Міттенвальд, 1950),
- «М. Міхновський: Нарис суспільно-політичної біографії» (Мюнхен, 1950),
- «Микола Лисенко — батько української музики» (Торонто, 1962).